# Sternplatte
Die Sternplatte ist ein 1223 m ü. NHN hoher Gipfel im Wendelsteingebiet, das zum Mangfallgebirge in den Bayerischen Voralpen gehört.

## Topographie
Die Sternplatte ist ein Waldgipfel auf dem namenlosen Höhenzug, der sich mit den Gipfeln Schwarzenberg, Sternplatte, Sterneck, Katzenköpfl, Rißkopf, Eibelkopf, Breitenstein und Schweinsberg westlich über dem Jenbachtal erhebt.
Die Sternplatte ist leicht auf Forststraßen von Bad Feilnbach und Elbach erreichbar.